# ۱۹۷۵

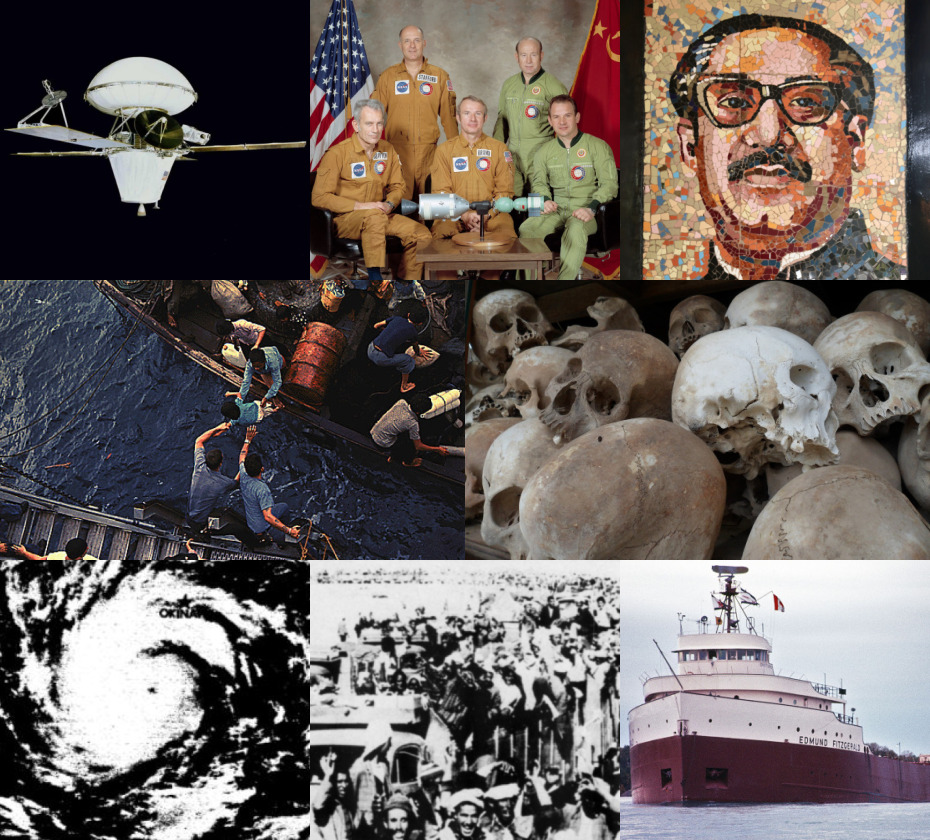

سال ۱۹۷۵ (هزار و نهصد و هفتاد و پنج) میلادی، یکی از سالهای دهه ۱۹۷۰ در سده ۲۰ میلادی بود. بر اساس تقویم گریگوری سال مذکور یک سال عادی با ۳۶۵ روز بود. در تقویم هجری شمسی سال ۱۹۷۵ از دی ۱۳۵۳ شروع شد و در دیماه ۱۳۵۴ خاتمه یافت.

## نامگذاری‌ها
در تقویم چینی این سال سال خرگوش نام گرفته‌است. همچنین از سوی سازمان ملل متحد این سال سال بین‌المللی زنان نام گرفت.

## رویدادها
- ۲۳ فوریه - تهران -امضای قرارداد همکاری هسته‌ای بین ایران و فرانسه. فرانسه وامی یک میلیارد دلاری از ایران دریافت کرد.
- ۶ مارس - امضای معاهده ۱۹۷۵ الجزایر میان ایران و عراق در الجزیره که مصادف با ۱۵ اسفند ۱۳۵۳ است.
- ۱۹ آوریل تأسیس دانشگاه فرح پهلوی در تهران.
- ۲۲ آوریل گشایش موزه نگارستان ویژه هنر چهار قرن اخیر ایران.
- ۲ مه تأسیس حزب رستاخیز در ایران.
- ۱۵ ژوئن هواپیمایی ملی ایران یک خط هوایی بین تهران و قاهره دایر کرد.
- ۱۶ ژوئن اسحاق رابین و انور سادات برای مذاکرات صلح به تهران آمدند.
- ۲ ژوئیه چاپ واژه‌نامه دهخدا در تهران.
- ۱۲ سپتامبر کشته شدن تیمسار محمد خاتمی و فاطمه پهلوی به هنگام پرواز با کایت در حوالی سد دز.
- ۱۰ نوامبر تصویب قطعنامه ۳۳۷۹ مجمع عمومی سازمان ملل متحد در محکومیت نژادپرستی صهیونیسم و آپارتاید.
- ۳۰ نوامبر امضای موافقتنامه صدور گاز ایران به شوروی، اتریش، آلمان و فرانسه در تهران.
- ۲۱ دسامبر کارلوس تروریست بین‌المللی، وزیران نفت اوپک از جمله جمشید آموزگار را در وین به گروگان گرفت.
- ۱۵ ژوئیه - آغاز پروژه آزمایشی آپولو-سایوز

## زادروزها
- ۷ ژوئن - آلن آیورسن: بسکتبالیست آمریکایی.
- ۲۵ ژوئن - ولادیمیر کرامنیک: استاد بزرگ شطرنج روسی.
- ۲ ژانویه – دکس شپارد، فیلمنامه‌نویس، تدوینگر، بازیگر، و کارگردان آمریکایی
- ۲۲ ژانویه – بالتازار گتی، تهیه‌کننده و بازیگر آمریکایی
- ۴ فوریه – ناتالی ایمبرولیا، بازیگر، خواننده، ترانه‌سرا، و آهنگساز استرالیایی
- ۲۰ فوریه – برایان لیترل، خواننده آمریکایی
- ۱۷ مارس – ناتالی زی، بازیگر آمریکایی
- ۲۷ مارس – فرگی (خواننده)، خواننده-ترانه‌سرا، صداپیشه، آهنگساز، موسیقی‌دان، بازیگر، و خواننده آمریکایی
- ۲۸ مارس – ریچارد کلی (کارگردان)، فیلمنامه‌نویس و کارگردان آمریکایی
- ۳۰ مارس – بهار سومخ، بازیگر آمریکایی
- ۲۶ آوریل – ایندیا سامر، بازیگر و بازیگر پورنوگرافی آمریکایی
- ۱ مه – مارک ویوین فو، بازیکن فوتبال کامرونی (د. ۲۰۰۳)
- ۲۵ مه – لارین هیل، خواننده-ترانه‌سرا، موسیقی‌دان، بازیگر، و آهنگساز آمریکایی
- ۸ ژوئن – شیلپا شتی، بازیگر و مدل هندی
- ۱۵ ژوئن – الیزابت ریسر، بازیگر آمریکایی
- ۱۷ ژوئن – کلوئی جونز، بازیگر پورنوگرافی آمریکایی (د. ۲۰۰۵)
- ۲۳ ژوئن – کی‌تی تانستال، خواننده-ترانه‌سرا، خواننده، و آهنگساز بریتانیایی
- ۲۴ ژوئن – کریستی رامپون، بازیکن فوتبال آمریکایی
- ۲۷ ژوئن – توبی مگوایر، تهیه‌کننده و بازیگر آمریکایی
- ۲۰ ژوئیه – ری آلن، بازیکن بسکتبال و ورزشکار آمریکایی
- ۱۱ اوت – راجر اسمیت (صداپیشه)، صداپیشه آمریکایی
- ۱۸ اوت – کیتلین اولسون، بازیگر آمریکایی
- ۳۱ اوت – سارا رامیرز، خواننده-ترانه‌سرا، بازیگر، خواننده، ترانه‌سرا، و آهنگساز آمریکایی
- ۶ سپتامبر – ریوکو تانی، سیاست‌مدار ژاپنی
- ۹ سپتامبر – مایکل بوبلی، خواننده کانادایی
- ۲۸ سپتامبر – کاران اشلی، بازیگر آمریکایی
- ۹ اکتبر – شان اونو لنون، خواننده و آهنگساز آمریکایی
- ۲۰ اکتبر – ناتالی گرگوری، بازیگر آمریکایی
- ۲۱ اکتبر – هنریکه هیلاریو، بازیکن فوتبال پرتغالی
- ۲۵ اکتبر – زادی اسمیت، نویسنده بریتانیایی
- ۱۲ نوامبر – جیسون لازاک، شناگر آمریکایی
- ۲۰ دسامبر – بارتاش بساکی، بازیکن فوتبال و ورزشکار لهستانی
- ۲۶ دسامبر – مارچلو ریوز، بازیکن تنیس شیلیایی
- ۲۷ دسامبر – هتر اورورک، بازیگر آمریکایی (د. ۱۹۸۸)

## درگذشتگان
- ۲۷ ژانویه – بیل والش (تهیه‌کننده)، فیلمنامه‌نویس، تهیه‌کننده، نویسنده، و کارگردان آمریکایی (ز. ۱۹۱۳)
- ۳ فوریه – ام کلثوم (خواننده)، خواننده مصری (ز. ۱۹۰۴)
- ۴ فوریه – لوئیس جردن، خواننده و بازیگر آمریکایی (ز. ۱۹۰۸)
- ۸ فوریه – رابرت رابینسون، شیمی‌دان بریتانیایی (ز. ۱۸۸۶)
- ۱۷ فوریه – جرج مارشال (کارگردان)، تهیه‌کننده، فیلمنامه‌نویس، بازیگر، و کارگردان آمریکایی (ز. ۱۸۹۱)
- ۱۹ فوریه – لوئیجی دالاپیکولا، پیانیست و آهنگساز ایتالیایی (ز. ۱۹۰۴)
- ۲۰ فوریه – رابرت استاروس (بازیگر)، بازیگر آمریکایی (ز. ۱۹۱۳)
- ۲۴ فوریه – نیکلای بولگانین، سیاست‌مدار روسی (ز. ۱۸۹۵)
- ۱۴ مارس – سوزان هیوارد، بازیگر آمریکایی (ز. ۱۹۱۷)
- ۲۵ مارس – ملک فیصل بن عبدالعزیز آل سعود، سومین پادشاه عربستان سعودی و شانزدهمین فرمانروا از خاندان آل سعود (ز. ۱۹۰۶)
- ۳ آوریل – مری یور، بازیگر اسکاتلندی (ز. ۱۹۳۳)
- ۱۵ آوریل – ریچارد کونته، بازیگر و کارگردان آمریکایی (ز. ۱۹۱۰)
- ۱۷ آوریل – ساروپالی رادهاکرشنن، سیاست‌مدار و دیپلمات هندی (ز. ۱۸۸۸)
- ۲۳ آوریل – ویلیام هارتنل، بازیگر و کاشف بریتانیایی (ز. ۱۹۰۸)
- ۲۴ آوریل – پیتر هم، موسیقی‌دان، خواننده، و ترانه‌سرا بریتانیایی (ز. ۱۹۴۷)
- ۴ مه – مو هاوارد، بازیگر آمریکایی (ز. ۱۸۹۷)
- ۴ ژوئن – اولین برنت، بازیگر آمریکایی (ز. ۱۸۹۹)
- ۲۷ ژوئن – جی آی تیلور، فیزیک‌دان و مهندس بریتانیایی (ز. ۱۸۸۶)
- ۲۸ ژوئن – راد سرلینگ، تهیه‌کننده و نویسنده آمریکایی (ز. ۱۹۲۴)
- ۲۴ ژوئیه – باربارا کوولبی، بازیگر آمریکایی (ز. ۱۹۳۹)
- ۹ اوت – دمیتری شوستاکوویچ، سیاست‌مدار، طراح رقص، پیانیست، و آهنگساز اهل شوروی (ز. ۱۹۰۶)
- ۱۵ اوت – شیخ مجیب‌الرحمن، سیاست‌مدار بنگلادشی (ز. ۱۹۲۰)
- ۲۶ اوت – کالن لندیس، بازیگر و کارگردان آمریکایی (ز. ۱۸۹۶)
- ۱۰ سپتامبر – جرج پاجت تامسون، فیزیک‌دان بریتانیایی (ز. ۱۸۹۲)
- ۱۹ سپتامبر – پاملا براون (هنرپیشه)، بازیگر بریتانیایی (ز. ۱۹۱۷)
- ۲۰ سپتامبر – سن-ژان پرس، شاعر، نویسنده، و دیپلمات فرانسوی (ز. ۱۸۸۷)
- ۲۳ سپتامبر – ایان هانتر (بازیگر)، بازیگر بریتانیایی (ز. ۱۹۰۰)
- ۴ اکتبر – می ساتون، بازیکن تنیس آمریکایی (ز. ۱۸۸۶)
- ۲۲ اکتبر – آرنولد جی. توینبی، تاریخ‌نگار بریتانیایی (ز. ۱۸۸۹)
- ۲۷ اکتبر – رکس استوت، نویسنده آمریکایی (ز. ۱۸۸۶)
- ۹ دسامبر – ویلیام ولمن، بازیگر و کارگردان آمریکایی (ز. ۱۸۹۶)